# Trachycardium
Genre
Les Trachycardium forment un genre de mollusques bivalves de la famille des Cardiidae.

## Liste des espèces (appeléesbucardes)
Selon World Register of Marine Species (27 mars 2025) :
- † Trachycardium aclinense (H. I. Tucker & D. Wilson, 1932)
- Trachycardium consors (G. B. Sowerby I, 1833)
- Trachycardium egmontianum (Shuttleworth, 1856)
- † Trachycardium emmonsi (Conrad, 1867)
- † Trachycardium evergladeense (Mansfield, 1931)
- † Trachycardium gippslandicum Crespin, 1950
- Trachycardium isocardia (Linnaeus, 1758)
- † Trachycardium multiradiatum (G. B. Sowerby I, 1846)
- † Trachycardium rossi Marwick, 1944
- † Trachycardium sedanense (Pannekoek, 1936)
- † Trachycardium sokkohense (K. Martin, 1917)
- † Trachycardium spolongense (K. Martin, 1917)

Selon ITIS (1 juin 2016) :
- Trachycardium egmontianum (Shuttleworth, 1856)
- Trachycardium isocardia (Linnaeus, 1758)
- Trachycardium magnum (Linnaeus, 1758)
- Trachycardium muricatum (Linnaeus, 1758)
- Trachycardium quadragenarium (Conrad, 1837)

## Taxonomie
Le nom valide complet (avec auteur) de ce taxon est Trachycardium Mörch, 1853.

### Synonymie
Trachycardium a pour synonymes :
- Cardium (Kathocardia) H. I. Tucker & D. Wilson, 1932
- Cardium (Trachycardium) Mörch, 1853
- Laevicardium (Trachycardium) Mörch, 1853
- Trachycardium (Ovicardium) Marwick, 1944
- Trachycardium (Trachycardium) Mörch, 1853

## Publication originale
- Mörch, O. A. L. (1852-1853). Catalogus conchyliorum quae reliquit D. Alphonso d'Aguirra & Gadea Comes de Yoldi, Regis Daniae Cubiculariorum Princeps, Ordinis Dannebrogici in Prima Classe & Ordinis Caroli Tertii Eques. Fasc. 1, Cephalophora, 170 pp. [1852]; Fasc. 2, Acephala, Annulata, Cirripedia, Echinodermata, 74 [+2] pp. [1853]. Hafniae [Copenhagen]: L. Klein. lire